# Parmotrema sancti-angelii
Parmotrema sancti-angelii är en lavart som först beskrevs av Bernt Arne Lynge och som fick sitt nu gällande namn av Mason Ellsworth Hale. 
Parmotrema sancti-angelii ingår i släktet Parmotrema och familjen Parmeliaceae. Inga underarter finns listade i Catalogue of Life.